# Pazniakowa (przystanek kolejowy)
Pazniakowa (biał. Пазнякова, ros. Поздняково) – przystanek kolejowy w pobliżu miejscowości Pazniakowa, w rejonie połockim, w obwodzie witebskim, na Białorusi. Położony jest na linii Newel - Połock.